# Huntia murrindal
Espèce
Huntia murrindal est une espèce d'araignées aranéomorphes de la famille des Zoropsidae.

## Distribution
Cette espèce est endémique du Victoria en Australie. Elle se rencontre dans le système de grottes Buchan-Murrindal.

## Description
La femelle holotype mesure 9,95 mm. Cette araignée a les yeux réduits et est peu pigmentée.

## Étymologie
Son nom d'espèce lui a été donné en référence au lieu de sa découverte, Murrindal.

## Publication originale
- Gray & Thompson, 2001 : New lycosoid spiders from cave and surface habitats in southern Australia and Cape Range peninsula (Araneae: Lycosoidea). Records of the Western Australian Museum Supplement, vol. 64, p. 159-170 (texte intégral).